# Polyméthylhydrosiloxane
Le polyméthylhydrosiloxane, ou PMHS, est un polymère de structure générale –[–SiHCH3–O–]–. Il est utilisé en chimie organique comme réducteur doux et stable susceptible de transférer facilement des hydrures sur des centres métalliques et divers autres groupes fonctionnels réducteurs. Diverses substances existent sous les numéros CAS 9004-73-3, 16066-09-4, 63148-57-2 et 178873-19-3, dont des copolymères de diméthylsiloxane [–Si(CH3)2–O–] et de méthylhydrosiloxane [–SiHCH3–O–], ainsi que des molécules à terminaison triméthylsilyle –Si(CH3)3.
On obtient du polyméthylhydrosiloxane par hydrolyse du méthyldichlorosilane CH3SiHCl2 :
n CH3SiHCl2 + n H2O ⟶ [–SiHCH3–O–]n + 2n HCl.
Le polydiméthylsiloxane (PDMS) est dépourvu de liaisons Si–H de sorte qu'il ne présente pas de propriétés réductrices. 
Le polyméthylhydrosiloxane est utilisé pour la conversion in situ de l'oxyde de tributylétain (C4H9)3Sn–O–Sn(C4H9)3 en hydrure de tributylétain (n-C4H9)3Sn–H.